# Эфендиев, Мазахир Джавид оглы
Мазахир Джавид оглы Эфендиев (азерб. Məzahir Cavid oğlu Əfəndiyev; род. 1 февраля 1976 года, Агдашский район, Азербайджанская ССР) — государственный и политический деятель. Депутат Милли Меджлиса Азербайджанской Республики VI, VII созывов, член комитета по региональной политике, член комитета по экономической политике, промышленности и предпринимательству Милли Меджлиса.

## Биография
Родился Мазахир Эфендиев 1 февраля 1976 году в Агдашском районе, ныне республики Азербайджан. В 1982 году пошёл в первый класс средней школы № 4 имени Горького, которую окончил с отличием в 1992 году. Во время учебы в средней школе был председателем школьного штаба Всесоюзной молодежной организации (комсомола), удостоен звания чемпиона зональной олимпиады по истории.
В 1994 году поступил в Бакинский Государственный институт товароведения и коммерции на факультет государственного и муниципального управления. В 1996 году перевелся и продолжил обучение в Академии государственного управления при Президенте Азербайджанской Республики. В 1999 году окончил этот институт по специальности Государственное и муниципальное управление.
В 1999 году поступил в магистратуру Академии государственного управления при Президенте Азербайджанской Республики по специальности организация образования и управление, которую окончил в 2001 году с красным дипломом. В то же время в 2007 году он посещал курсы менеджмента в Кембриджском университете Великобритании.
Является докторантом Академии государственного управления при Президенте Азербайджанской Республики по специальности "Управление устойчивым развитием" и преподает в магистратуре.
С 7 января 1998 года находился на военной службе, после увольнения в запас с 1999 по 2019 год работал на различных должностях в подразделениях азербайджанского офиса ООН.
С 2001 по 2006 годы являлся руководителем региональной программы помощи Европейского союза, ИП ООН и правительства Азербайджана “контроль над наркотиками на Южном Кавказе”. С 2006 по 2009 годы руководил “отделом по работе с правоохранительными органами” в бакинском офисе ИП ООН. С 2012 по 2014 годы являлся руководителем по программам азербайджанского офиса ООН.
С 2014 по 2017 годы работал советником по стратегическому сотрудничеству представительства Азербайджана в программе развития ООН. С 2017 по 2019 годы руководил проектами в азербайджанском представительстве программы развития ООН.
С января 2019 года до избрания депутатом работал заместителем заведующего отделом по финансовым и экономическим вопросам Аппарата Кабинета Министров Азербайджанской Республики.
На выборах в Национальное собрание Азербайджана VI созыва, которые прошли в 9 февраля 2020 года, баллотировался по Гёйчай – Агдашскому избирательному округу № 89. По итогам выборов одержал победу и получил мандат депутата Милли Меджлиса Азербайджанской Республики. С 10 марта 2020 года приступил к депутатским обязанностям. Является членом комитета по региональной политике, а также членом комитета по экономической политике, промышленности и предпринимательству.
В 2024 году на парламентских выборах в Азербайджане, которые состоялись 1 сентября, одержал победу в Гёйчай-Агдашском избирательном округе №92. Официально избран депутатом Милли Меджлиса Азербайджана седьмого созыва, первое заседание которого состоялось 23 сентября 2024 года.
Женат, имеет двоих детей. 

## Награды
- Медаль «Прогресс».
- Медаль "За заслуги в области военного сотрудничества".
- Медаль "100-летний юбилей создания Вооруженных сил Азербайджана".